# Grupo Monitor
Grupo Monitor fue un conglomerado de medios de comunicación creado en septiembre de 2004, presidido por el periodista José Gutiérrez Vivó, antes de eso y desde 1998 era conocido como Infored, existió hasta febrero de 2009, cuando su última tribuna, Diario Monitor, desapareció.

## Medios que integraron el Grupo Monitor
- Sistema de noticias Monitor (concluyó transmisiones el 23 de mayo de 2008)
- Monitor 52MX (hasta el 29 de junio de 2007)
- Diario Monitor (publicó su último ejemplar, el 13 de febrero de 2009)
- Radio Monitor XENET-AM 1320 kHz (estalló en huelga, el 23 de mayo de 2008)
- Radio Monitor XEINFO-AM 1560 kHz (hasta abril de 2008, cuando cambia de dueño)
- El Heraldo de Puebla (hasta el 31 de marzo de 2007, cambia de dueño)
- Sitio Web de Monitor (desapareció de la web el 19 de febrero de 2009)

## Historia
José Gutiérrez Vivó, titular del noticiero, nació en 1949 en la Ciudad de México. Su carrera profesional comienza en 1969 como vendedor de tiempo en la emisora en inglés Radio VIP ubicada en el 1560 de AM.
En 1973, la empresa Radio Programas de México adquiere la emisora Radio Cadena Nacional XERCN ubicada en el 1110 kHz, nombrándola Radio Red, donde, un año después comienza a transmitir el informativo Monitor en tres emisiones: matutina, vespertina y nocturna. Posteriormente, Radio VIP se muda a la frecuencia 88.1 MHz de FM.
A partir de 1978, el periodista se hace cargo de la emisión matutina del informativo, mismo que se convirtió en uno de los espacios informativos con más credibilidad informativa, convirtiendo a Gutiérrez Vivó en uno de los líderes de opinión más respetados en la escena nacional, con un estilo auténtico, único, intenso y a veces, irreverente; criticado por algunos pero alabado por otros.
A partir de 1989 y hasta 2006, Gutiérrez Vivó forma parte del Foro Económico Mundial (World Economic Forum) de Davós, Suiza en el área de medios de comunicación
Con el paso de los años, esta emisión informativa se convierte en la más escuchadas en la Ciudad de México, al disponer de los servicios más eficaces y útiles para el público radioescucha: Red Vial, proporcionando reportes de tráfico y asistencia vial; Monitor su solución, que brinda asesoría de varios tipos al público, y Vigilante al volante, donde varios radioescuchas proporcionan información de carácter vial; entre otros más, así mismo fue el primer noticiero radiofónico de larga duración, en organizar debates, en dar cabida a voces plurales, y en hacer entrevistas críticas a funcionarios de los diferentes niveles de gobierno. 
Para 1996, el noticiero que se transmite en el 1110 de AM sufre otro cambio, cuando las emisoras XERED-AM 1110 kHz, XHRED-FM 88.1 MHz y XHRCA-FM 91.3 MHz en la Ciudad de México, XEDKR-AM 700 kHz en Guadalajara y XESTN-AM 1540 kHz en Monterrey son vendidas por los dueños de Radio Red al Grupo Radio Centro. Con este cambio se funda Infored, quien produce el noticiero a partir de aquel año.
En 1998 se firma un contrato por 16 años, hasta 2014, mediante el cual Infored produciría los noticieros Monitor emitiéndose en las frecuencias de Radio Red, y Grupo Radio Centro pagaría una cantidad determinada para pagar la producción de los noticieros, además del sueldo de Infored, y traspasaría dos emisoras: XEJP-AM 1320 kHz y XEFAJ-AM 1560 kHz, las cuales pasan a formar parte de Infored en abril de 2000.
En 2002, Gutiérrez Vivó demanda a GRC por 21 millones de dólares debido a violaciones de contrato y derechos de autor del nombre Monitor, la corte falla a favor de Infored en febrero de 2004, y el 3 de marzo Monitor deja de transmitirse por Radio Red 1110 AM y 88.1 FM, pasando a las frecuencias 1320 y 1560 propiedad de Gutiérrez Vivó. 
El 16 de marzo de 2004, Monitor empieza a emitirse por el 102.5 FM de MVS Radio, y en febrero de 2005 empieza a emitirse en televisión a través del canal 52MX de MVS. El 30 de noviembre de 2006 Monitor se deja de emitir en el 102.5 de FM. 
El 29 de junio de 2007, Gutiérrez Vivó anuncia el fin de emisiones de Monitor debido a una huelga por parte de los trabajadores de la empresa. El noticiero vuelve al aire el 3 de septiembre de 2007.
En abril de 2008, la frecuencia 1560 de AM es vendida a Eduardo Henkel, y Monitor continua emitiéndose en el 1320 AM hasta el 23 de mayo de 2008, día en que la emisora estalla en huelga por parte del sindicato y deja de transmitir.
El 13 de febrero de 2009 se publica por última vez el Diario Monitor con lo que oficialmente concluye el ciclo de Grupo Monitor. En la actualidad, Gutiérrez Vivó vive en Estados Unidos y se mantiene fuera de la vida pública, alegando que un boicot publicitario por parte de los expresidentes Vicente Fox y Felipe Calderón junto con la negativa de Grupo Radio Centro de pagar lo que le fue sentenciado, ocasionó el cierre de la empresa.
- Datos: Q5886330